# Acamptopoeum fernandezi
Acamptopoeum fernandezi är en biart som beskrevs av Gonzalez 2004. Acamptopoeum fernandezi ingår i släktet Acamptopoeum och familjen grävbin. Inga underarter finns listade i Catalogue of Life.